# Tinsley R. Harrison
Tinsley Randolph Harrison (* 18. März 1900 in Talladega, Alabama, USA; † 4. August 1978 in Birmingham, Alabama) war ein US-amerikanischer Arzt. Er wurde bekannt als Herausgeber der ersten fünf Auflagen von Harrison's Principles of Internal Medicine. Harrison spezialisierte sich auf die Kardiologie und auf die Pathophysiologie der Herzkrankheiten.

## Leben
Harrison wurde am 18. März 1900 in Talladega in Alabama geboren. Sein Vater Groce Harrison war Arzt in sechster Generation. Tinsley Randolph Harrison absolvierte mit 15 Jahren die High School und studierte danach an der University of Michigan. Nach einem Jahr an der medizinischen Fakultät wechselte er im Herbst 1919 an die Johns Hopkins School of Medicine. Dort war Alfred Blalock sein Zimmermitbewohner und Tennispartner; mit ihm verband ihn eine lebenslange Freundschaft. Harrison beendete seine Assistentenzeit am Peter Bent Brigham Hospital in Boston. Danach kehrte er zur Weiterbildung in innerer Medizin zurück an die Hopkins-Universität. Er beendete seine Facharztausbildung an der Vanderbilt University, wo er anschließend in der Abteilung für innere Medizin arbeitete.
Sein Spezialinteresse galt der Herz-Kreislauf-Medizin und der Pathophysiologie. Er wurde berühmt als Herausgeber der ersten fünf Ausgaben von Harrison's Principles of Internal Medicine. Es handelt sich dabei um eines der verbreitetsten Lehrbücher der inneren Medizin.
Harrison war Forscher, Autor, Arzt und Herausgeber. Er lehrte an der Medizinischen Fakultät der Vanderbilt University, an der damaligen Bowman Gray School of Medicine an der Wake Forest University in North Carolina und an der damaligen University of Texas Southwestern Medical School in Dallas, Texas.
Er verbrachte die meiste Zeit als Professor an der damaligen University of Alabama School of Medicine (heute University of Alabama, Birmingham School of Medicine) in Birmingham, Alabama. Dort war er Dekan und Chairman der Medizinischen Klinik.
1958 wurde Harrison in die American Academy of Arts and Sciences gewählt.

## Tod
Harrison starb in Birmingham (Alabama, USA) am 4. August 1978 im Alter von 78 Jahren. 2014 erschien seine Biographie Tinsley Harrison, M.D.: Teacher of Medicine.

## Englische Ausgaben
Die bislang 21 englischsprachigen Ausgaben von Harrison's Principles of Internal Medicine erschienen 1950, 1954, 1958, 1962, 1966, 1970, 1974, 1977, 1980, 1983, 1987, 1991, 1994, 1998, 2001, 2005, 2008, 2012, 2015, 2018 und 2022. Die beiden ersten Ausgaben wurden von Blakiston verlegt; dieser Wissenschaftsverlag wurde 1954 von McGraw-Hill übernommen. Alle anderen Auflagen kamen dann bei McGraw-Hill heraus. − Es erfolgten Übersetzungen beziehungsweise Überarbeitungen in 14 Sprachen.
- Die 1. Auflage von 1950 wurde von Tinsley Randolph Harrison, Paul B. Beeson, George Widmer Thorn, William H. Resnik und Maxwell Myer Wintrobe bei Blakiston herausgegeben.
- Die 2. Auflage von 1954 wurde unter anderen von Tinsley Randolph Harrison und George Widmer Thorn herausgegeben.
- Die 3. Auflage von 1958 gaben Tinsley Randolph Harrison, Raymond D. Adams, Ivan L. Bennett, William H. Resnik, George Widmer Thorn und Maxwell Myer Wintrobe bei McGraw-Hill heraus (274 Kapitel, 1784 Seiten plus Register).
- Die 4. Auflage von 1962 wurde unter anderen von Tinsley Randolph Harrison und George Widmer Thorn herausgegeben.
- Die 5. Auflage von 1966 wurde unter anderen von Tinsley Randolph Harrison und George Widmer Thorn herausgegeben.
- Die 6. Auflage von 1970 wurde von Maxwell Myer Wintrobe, George Widmer Thorn, Raymond D. Adams, Ivan L. Bennett, Eugene Braunwald, Kurt Julius Isselbacher und Robert G. Petersdorf herausgegeben.
- Die 7. Auflage von 1974 wurde von Maxwell Myer Wintrobe, George Widmer Thorn, Raymond D. Adams, Eugene Braunwald, Kurt Julius Isselbacher und Robert G. Petersdorf herausgegeben.
- Die 8. Auflage von 1977 wurde von George Widmer Thorn, Raymond D. Adams, Eugene Braunwald, Kurt Julius Isselbacher und Robert G. Petersdorf herausgegeben.
- Die 9. Auflage von 1980 wurde von Tinsley Randolph Harrison, Eugene Braunwald und Kurt Julius Isselbacher herausgegeben.
- Die 10. Auflage von 1983, ISBN 978-0-07-049609-5 wurde von Eugene Braunwald und Robert G. Petersdorf herausgegeben.
- Die 11. Auflage von 1987, ISBN 978-0-07-100134-2 wurde von Eugene Braunwald, Kurt Julius Isselbacher, Robert G. Petersdorf, Jean D. Wilson, Joseph B. Martin und Anthony Stephen Fauci herausgegeben.
- Die 12. Auflage von 1991, ISBN 978-0-07-070890-7 wurde von Jean D. Wilson, Eugene Braunwald, Kurt Julius Isselbacher, Robert G. Petersdorf, Joseph B. Martin, Anthony Stephen Fauci und Root herausgegeben.
- Die 13. Auflage von 1994, ISBN 978-0-07-032372-8 wurde von Kurt Julius Isselbacher, Eugene Braunwald, Jean D. Wilson, Joseph B. Martin, Anthony Stephen Fauci und Dennis L. Kasper herausgegeben.
- Die 14. Auflage von 1998, ISBN 978-0-07-020292-4 gaben Anthony Stephen Fauci, Eugene Braunwald, Kurt Julius Isselbacher, Jean D. Wilson, Joseph B. Martin, Dennis L. Kasper, Stephen L. Hauser und Dan L. Longo heraus.
- Die 15. Auflage von 2001, ISBN 978-0-07-007272-5 wurde von Eugene Braunwald, Anthony Stephen Fauci, Dennis L. Kasper, Stephen L. Hauser, Dan L. Longo und J. Larry Jameson herausgegeben.
- Die 16. Auflage von 2005, ISBN 978-0-07-140235-4 wurde von Dennis L. Kasper, Eugene Braunwald, Anthony Stephen Fauci, Stephen L. Hauser, Dan L. Longo und J. Larry Jameson herausgegeben.
- Die 17. Auflage von 2008, ISBN 978-0-07-146633-2 war George Widmer Thorn gewidmet, welcher der Herausgeber der ersten sieben Ausgaben und „Chefredakteur“ der achten Ausgabe war. Er starb 2004.
- Die 18. Auflage von 2012, ISBN 978-0-07-174890-2 wurde von Anthony Stephen Fauci, Dennis L. Kasper, Stephen L. Hauser, J. Larry Jameson und Joseph Loscalzo herausgegeben.
- Die 19. Auflage von 2015, ISBN 978-0-07-180215-4 war zweibändig und wurde von Dennis L. Kasper, Anthony Stephen Fauci, Stephen Hauser, Dan L. Longo, J. Larry Jameson und Joseph Loscalzo herausgegeben.
- Die 20. Auflage von 2018, ISBN 978-1-259-64403-0 wurde von Dennis L. Kasper, Anthony Stephen Fauci, Stephen L. Hauser, Dan L. Longo, J. Larry Jameson und Joseph Loscalzo herausgegeben.
- Die 21. Auflage von 2022, ISBN 978-1-264-26850-4 wurde von Joseph Loscalzo, Dennis L. Kasper, Dan L. Longo, Anthony Stephen Fauci, Stephen L. Hauser und J. Larry Jameson herausgegeben.

## Deutsche Ausgaben
Die 20. Auflage in deutscher Sprache wurde 2020 in Zusammenarbeit mit der Charité von Norbert Suttorp, Martin Möckel, Britta Siegmund und Manfred Dietel vom Georg Thieme Verlag und vom ABW Wissenschaftsverlag herausgegeben. Sie heißt Harrisons Innere Medizin und umfasst vier Bände mit 479 Kapiteln auf 4380 Seiten und ein Register mit 176 Seiten. Es existiert eine wesentlich umfangreichere Online-Version mit Videos, Supplementen und Atlanten. Die Verlage bezeichnen ihr Werk als Goldstandard.
Als deutschsprachige Ausgaben erschienen
- 1995 die 13. Auflage, ISBN 978-3-89412-173-0.
- 1999 die 14. Auflage, ISBN 978-3-89028-852-9.
- 2003 die 15. Auflage, ISBN 978-3-936072-10-5.
- 2005 die 16. Auflage, ISBN 978-3-86541-100-6.
- 2009 die 17. Auflage, ISBN 978-3-936072-29-7.
- 2013 die 18. Auflage, ISBN 978-3-940615-20-6.
- 2016 die 19. Auflage, ISBN 978-3-88624-560-4.
- 2020 die 20. Auflage, ISBN 978-3-13-243524-7.